# Nick Yelloly
Nick Yelloly, né le 3 décembre 1990 à Stafford (Angleterre), est un pilote automobile britannique.

## Biographie

### Karting
Nick Yelloly fait ses débuts en karting en septembre 2005, à l'âge de 14 ans. Il participe en 2006 au TKM Intermediate Challenge en catégorie Junior, puis rejoint en 2007 le Super 1 National ICA Championship où il termine quinzième avant de rejoindre le Super 1 National KF1 Championship en 2008. Il termine huitième du championnat.

### Parcours en formules de promotion

#### Formule Renault britannique

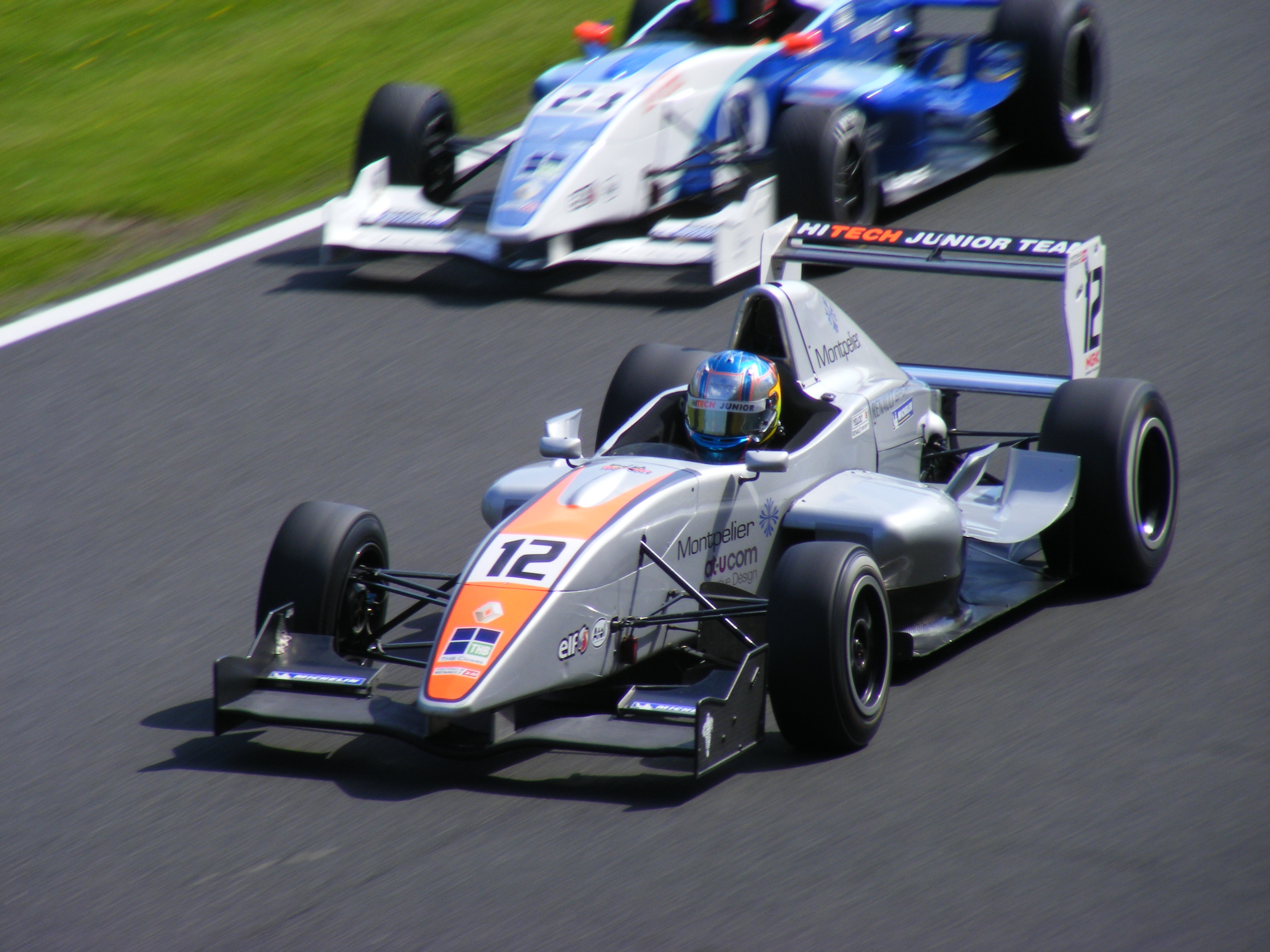
Nick Yelloly en Formule Renault britannique en 2009 à Oulton Park.

Yelloly fait ses débuts en monoplace en 2008 en Formule Renault britannique en Winter Series où il intègre l'écurie Fortec Competition. Il termine quatorzième avec 31 points. En 2009, Yelloly change d'écurie et passe chez Hitech Junior Team pour disputer la saison complète. Il marque des points à douze reprises ce qui lui permet de se classer dix-neuvième du championnat avec 83 points. Il se classe également septième de la Graduate Cup. Il participe de nouveau à la série hivernale et termine vice-champion avec 93 points.
L'année suivante, il intègre la nouvelles écurie Atech Grand Prix pour une nouvelle saison. Il termine dans les points lors de toutes les courses sauf une. Il monte trois fois sur le podium et décroche sa première victoire dans la série lors de la manche finale à Brands Hatch. Il se classe septième du championnat avec 312 points. Il dispute également deux courses en Eurocup Formula Renault 2.0 en tant que pilote invité.

#### Montée en GP3 Series

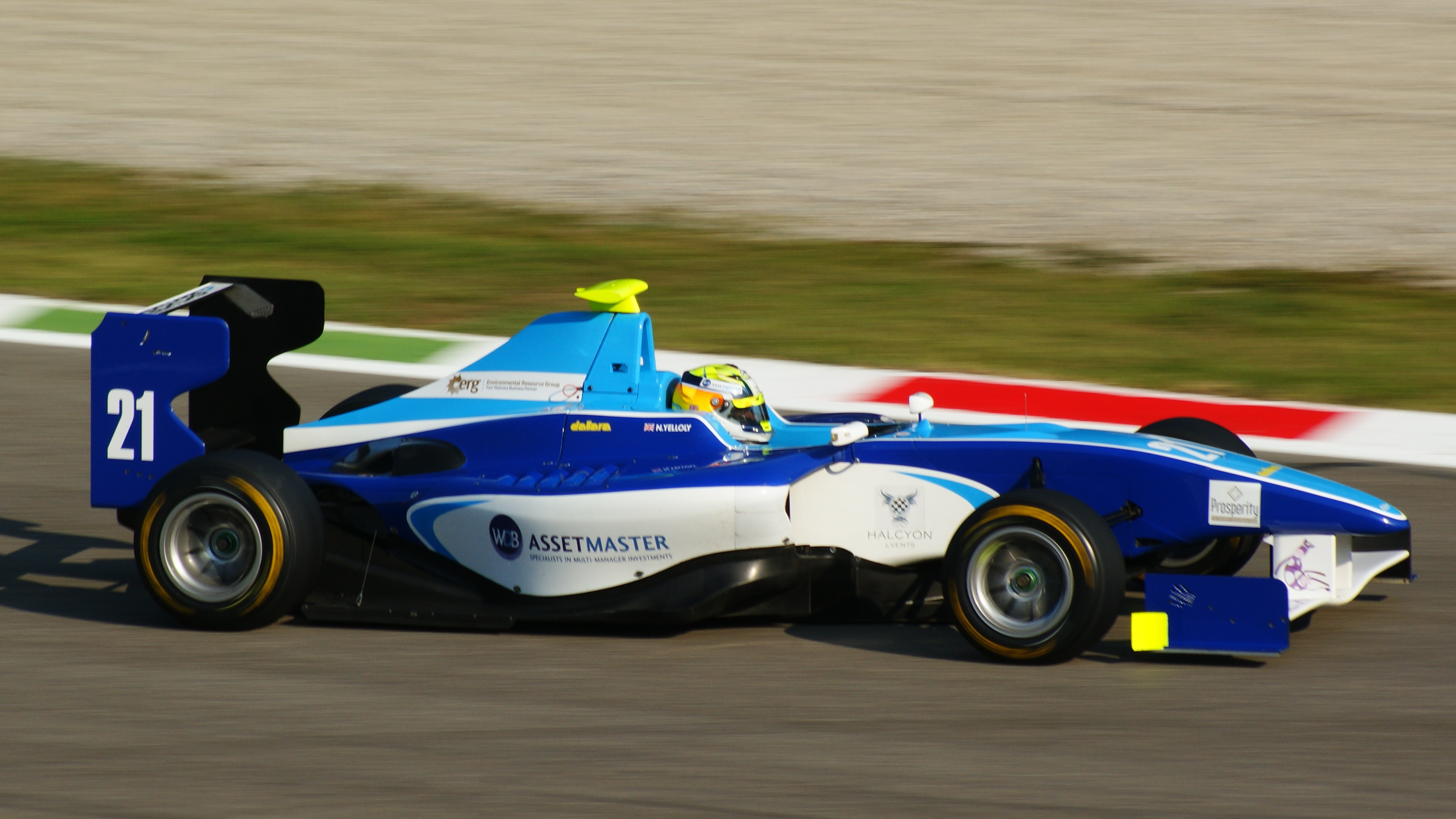
Nick Yelloly en GP3 Series en 2011 à Monza.

En 2011, Yelloly poursuit sa collaboration avec Atech CRS GP et rejoint le GP3 Series. Ses coéquipiers sont Marlon Stöckinger (en) et Zoël Amberg (en). La saison s'avère difficile pour l'écurie puisque Yelloly ne se classe que vingt-et-unième avec 7 points, tous inscrits à domicile lors de la manche de Silverstone, avec un podium lors de la course 1 et une sixième place lors de la course 2. Il est le mieux classé de son équipe car ses coéquipiers n'inscrivent pas de points.

#### Formule Renault 3.5
Yelloly débute en Formula Renault 3.5 Series à partir de la septième manche de la saison 2011, disputée à Silverstone où il intègre l'écurie Pons Racing aux côtés d'Oliver Webb. Après un mauvais départ qui se solde ensuite par une disqualification de la première course, il marque ses premiers points lors des trois dernières courses et monte sur le podium lors de la dernière course à Barcelone. Il se classe quatorzième avec 36 points.
Pour la saison 2012, il signe avec Comtec Racing et remporte sa première victoire dès la première course en Aragon avant d'en remporter une deuxième au Nürburgring. Il décroche deux autres podiums au Castellet et à Spa-Francorchamps. Il se classe cinquième du championnat avec 122 points.

#### GP3 Series puis GP2 Series

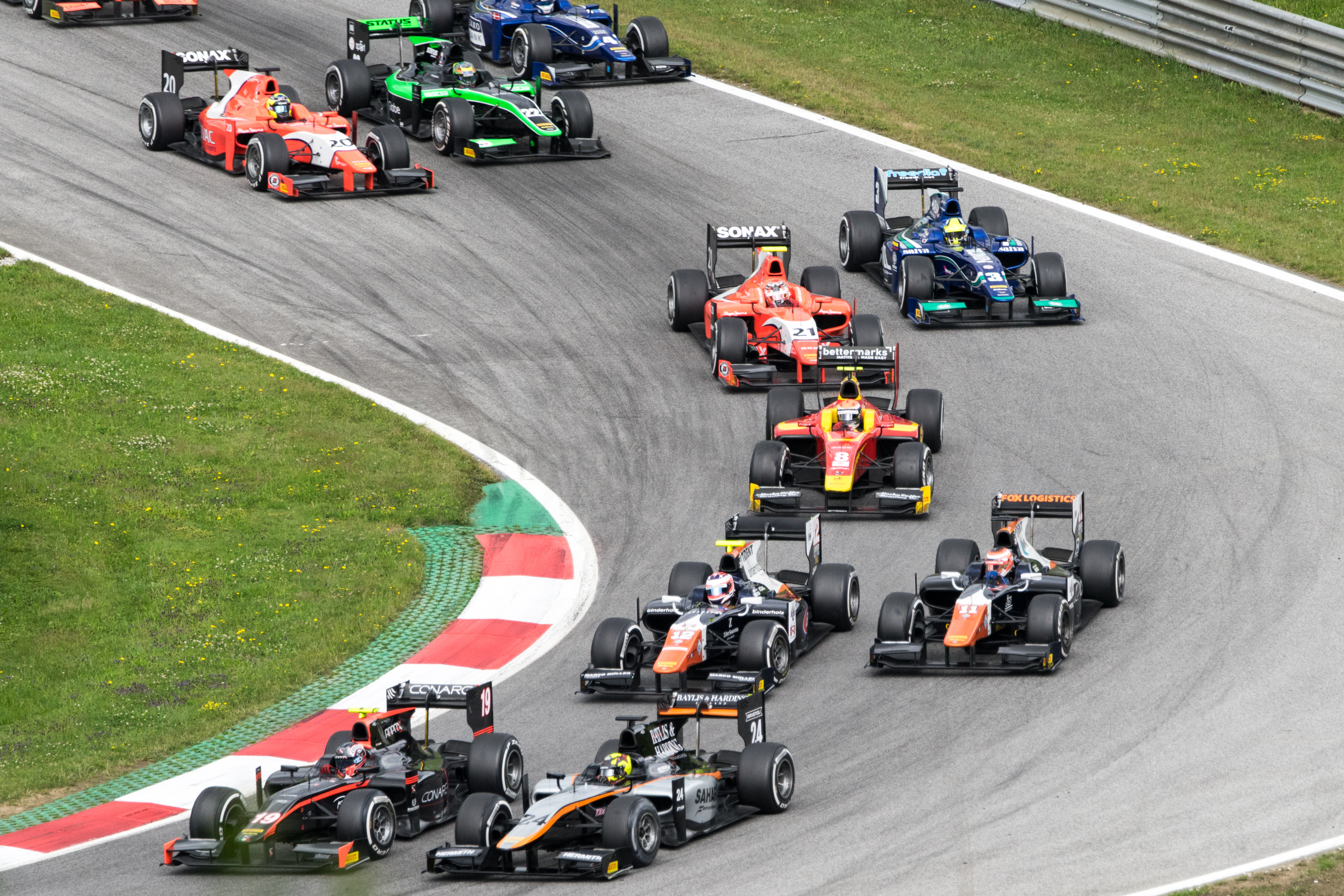
Nick Yelloly (no 24, en bas) en GP2 Series en 2015 en Autriche.

En février 2013, Yelloly annonce son retour en GP3 Series pour la saison 2013 au sein de l'écurie Carlin. Il réalise une assez bonne saison avec notamment quatre podiums qui lui permettent de se classer sixième avec 107 points. En 2014, il signe avec Status Grand Prix et termine toutes les courses dans les points sauf une et monte quatre fois sur le podium. A Yas Marina, il termine deuxième de la course 2 avant de finalement récupérer la victoire sur tapis vert après la disqualification du vainqueur initial, Patric Niederhauser, à la suite d'une infraction au règlement technique. Il se classe de nouveau sixième avec 127 points.
En 2015, Yelloly rejoint le GP2 Series avec l'écurie Hilmer Motorsport mais ne dispute cependant que la première moitié de la saison. Il termine à quatre reprises dans les points signant même un meilleur tour en course à Monaco. Il se classe dix-neuvième avec 19 points.

### Reconversion en GT avec Porsche

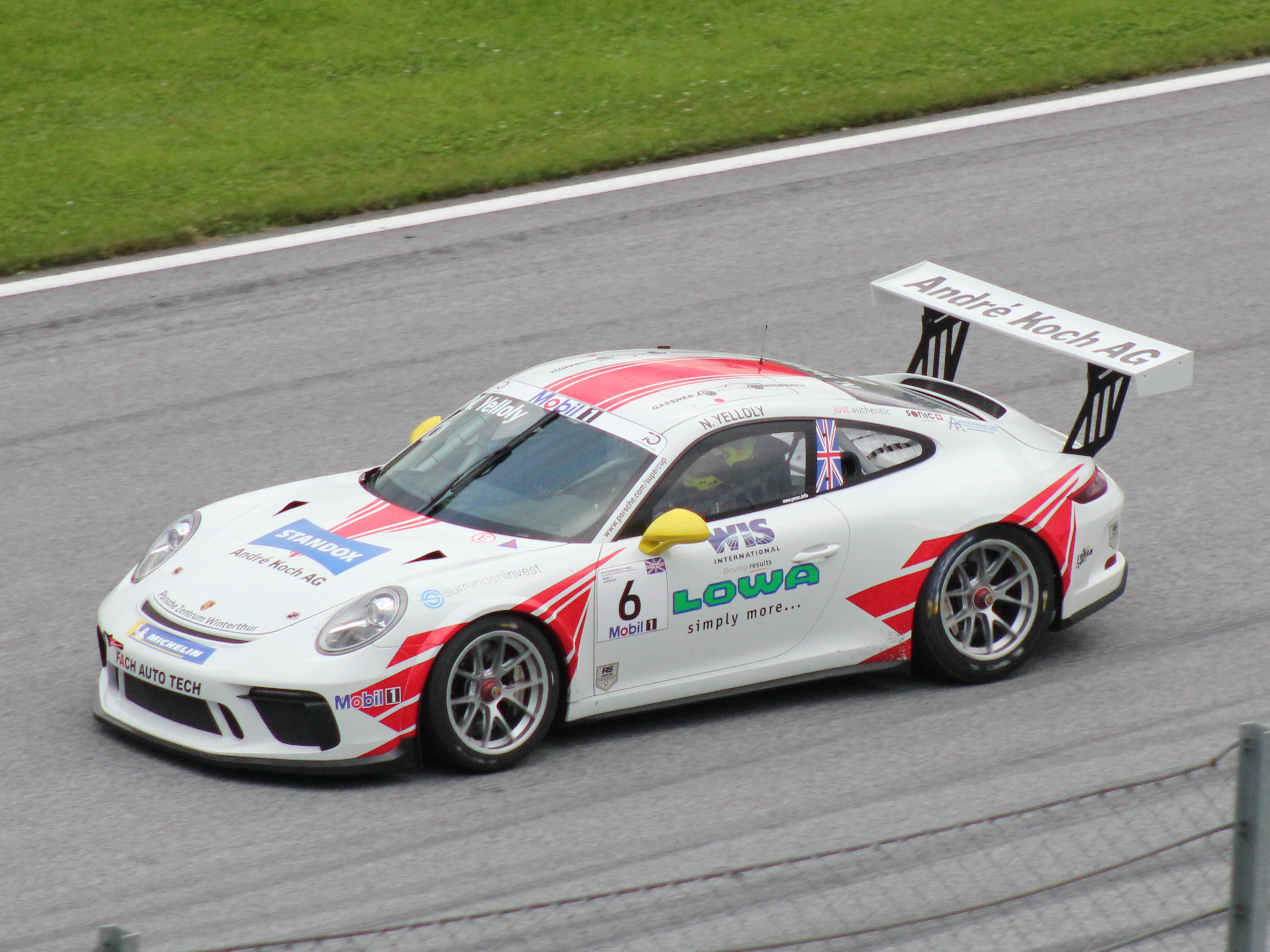
Nick Yelloly en Porsche Supercup en 2018 à Spielberg.

En 2016, Yelloly quitte la monoplace et se tourne vers les courses de GT. Il rejoint dès lors le championnat de Porsche Carrera Cup Allemagne et signe avec Project 1 Motorsport. Il s'illustre dès sa première saison en montant deux fois sur le podium ce qui lui vaut de se classer sixième du championnat avec 161 points. Il dispute également une course en Porsche Supercup en tant que pilote invité.
Il poursuit l'année suivante avec la même équipe, remportant alors trois victoires et décrochant huit podiums, et termine vice-champion derrière Dennis Olsen. Il dispute de nouveau deux courses en Supercup où il se classe dix-huitième avec 23 points. Pour la saison 2018, il passe en Porsche Supercup avec Fach Auto Tech Team. Sa saison est marquée par une longue lutte pour le titre avec Michael Ammermüller et Thomas Preining à l'issue de laquelle il termine finalement vice-champion avec 146 points avec deux victoires à Monaco et à Hockenheim.

### Pilote de simulation en Formule 1
Le 24 février 2019, Yelloly est nommé pilote d'usine pour BMW Motorsport. En parallèle, durant le mois de mai, après des essais privés organisés à Barcelone, il est recruté par Racing Point F1 Team en tant que pilote de simulateur. En 2021, Racing Point devient Aston Martin F1 Team et Yelloly est nommé pilote d'essais, en plus de pilote de simulateur. En décembre 2021, il participe aux essais d'après saison sur le circuit Yas Marina. De 2020 à 2022, il partage son rôle avec Nico Hülkenberg qui effectuera cinq remplacements (dont deux chez Aston Martin).

## Résultats en karting
| Saison | Championnat                              | Position |
| ------ | ---------------------------------------- | -------- |
| 2007   | Super 1 National Kart Championship — ICA | 15e      |
| 2008   | Super 1 National Kart Championship — KF1 | 8e       |

## Résultats en compétition automobile

### Résultats en formules de promotion
| Saison | Compétition                      | Équipe             | Courses | Victoires | Pole Positions | Meilleurs tours | Podiums | Points | Classement    |
| ------ | -------------------------------- | ------------------ | ------- | --------- | -------------- | --------------- | ------- | ------ | ------------- |
| 2008   | Formule Renault UK Winter Series | Fortec Competition | 4       | 0         | 0              | 0               | 0       | 31     | 14e           |
| 2009   | Formule Renault UK               | Hitech Junior Team | 20      | 0         | 0              | 0               | 0       | 83     | 19e           |
| 2009   | Formule Renault UK Winter Series | Hitech Junior Team | 4       | 0         | 0              | 0               | 2       | 93     | 2e            |
| 2010   | Formule Renault UK               | Atech Grand Prix   | 20      | 1         | 1              | 2               | 3       | 312    | 7e            |
| 2010   | Eurocup Formula Renault 2.0      | Atech Grand Prix   | 2       | 0         | 0              | 0               | 0       | N/A    | pilote invité |
| 2011   | GP3 Series                       | Atech CRS GP       | 16      | 0         | 0              | 0               | 1       | 7      | 21e           |
| 2011   | Formula Renault 3.5 Series       | Pons Racing        | 6       | 0         | 0              | 0               | 1       | 36     | 14e           |
| 2012   | Formula Renault 3.5 Series       | Comtec Racing      | 17      | 2         | 1              | 0               | 4       | 122    | 5e            |
| 2013   | GP3 Series                       | Carlin             | 16      | 0         | 0              | 1               | 4       | 107    | 6e            |
| 2014   | GP3 Series                       | Status Grand Prix  | 18      | 1         | 0              | 0               | 4       | 127    | 6e            |
| 2015   | GP2 Series                       | Hilmer Motorsport  | 12      | 0         | 0              | 1               | 0       | 19     | 19e           |
| 2015   | Formula Renault 3.5 Series       | Lotus              | 2       | 0         | 0              | 0               | 0       | 6      | 20e           |